# Коваленко Василь Остапович
Василь Остапович Коваленко (30 грудня 1899, Карпилівка — після 23 травня 1932) — військовий і громадський діяч; хорунжий Армії УНР. Учасник бою під Крутами.
Нагороджений Хрестом Симона Петлюри та Залізним хрестом.

## Біографія
Родина мала 10 десятин землі. Навчався в гімназії та на педагогічних курсах. Закінчив 1-шу Українську військову школу.
У Богданівський полк зголосився ще на стадії його формування — 15 квітня 1917 року. Учасник бою під Крутами.
| «В українській армії в складі 1-го Кінного полку Чорних запорожців (1-ї Запорозької дивізії) був у боях і походах проти армій большевиків і денікінців аж до інтернування Польщею» 21 листопада 1920 року. |
Учасник Першого зимового походу. Лицар Залізного хреста Армії УНР (1920).
Згідно з наказом по Війську УНР ч. 72 від 10 серпня 1921 здобув старшинське звання. Ось текст:
| «За великий активний патріотизм, хоробрість, неустанну енергію та відданість Батьківщині бувші юнаки 1-х Українських старшинських шкіл 1917 р., що першими стали до лав рідного Війська на боротьбу за незалежність України, підвищуються в хорунжі: (…) По кінноті: (…) Кінного полку Чорних Запорожців — Бензик Михайло, Коваленко Василь (…). Всі зі старшинством з 1 листопада 1917 року з зарахуванням на дійсну Українську військову службу». |
Перебував у таборах міст Пикуличів, Вадовиць і Стшалкове.
1 квітня 1923 втік з Польщі до ЧСР з метою вчитися. Скінчив середню господарську школу в Горжицях та вищу господарську школу в Рудинці. Член Української селянської спілки, в анкеті якої зазначив, що його політичні переконання — «республіка з широким представництвом селянської кляси».
Дійсний слухач хіміко-технологічного відділу інженерного факультету Української Господарської академії в Подєбрадах (1927—1932). Захистивши дипломну роботу «з успіхом дуже добрим», здобув фах інженера-технолога.
Нагороджений Хрестом Симона Петлюри. У своїх спогадах Микола Чеботарів згадує сотника Василя Коваленка, начальника розвідувального відділу штабу Дієвої Армії УНР, не вказуючи його побатькові, рік та місце народження. Дослідник Володимир Мороз стверджує, що сотник Василь Коваленко народився в Петербурзі, відтак це різні особи.